# Орельский поселковый совет
Оре́льский поселко́вый сове́т — входит в состав Лозовского района Харьковской области Украины.
Административный центр поселкового совета находится в пгт Орелька.

## История
- 1962 — дата образования.

## Населённые пункты совета
- пгт Орелька
- село Запаровка
- село Захаровское
- село Украинское
- село Петрополье
- село Хижняковка
- село Шугаевка
- село Яблочное

### Ликвидированные населённые пункты
- село Александровка Первая